# 金融街中心广场
39°54′58″N 116°21′50″E / 39.9161986°N 116.3638193°E

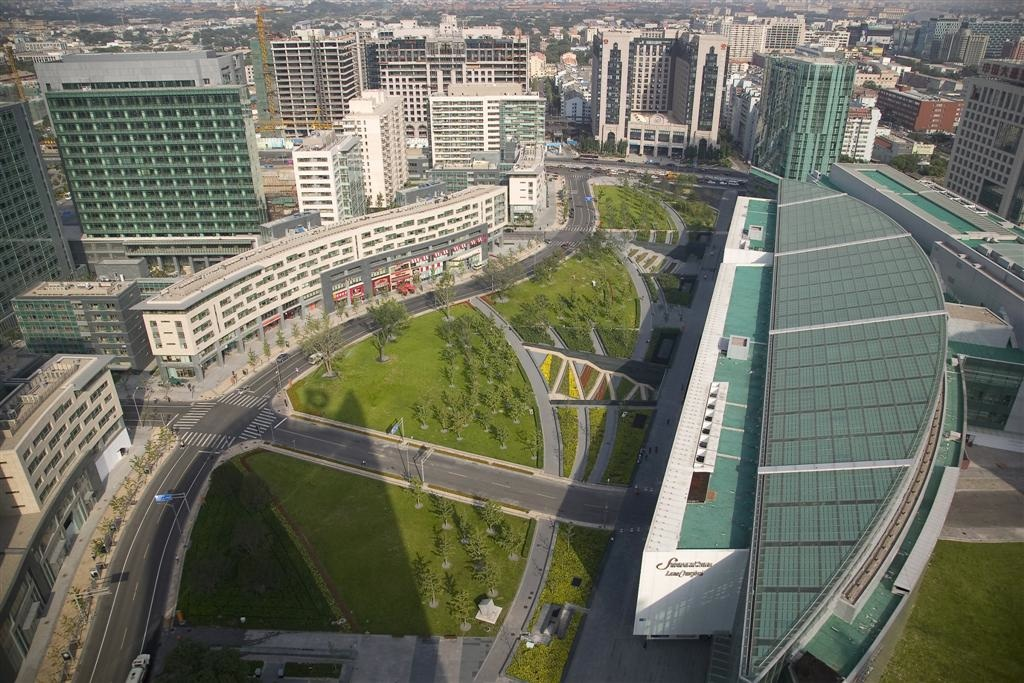
金融街中心广场，自西向东拍摄。左侧为金城坊街，中间向右的道路为金城坊南街

金融街中心广场是位于中国北京市西城区北京金融街中心的一座开放式绿荫广场及湿地系统。

## 简介

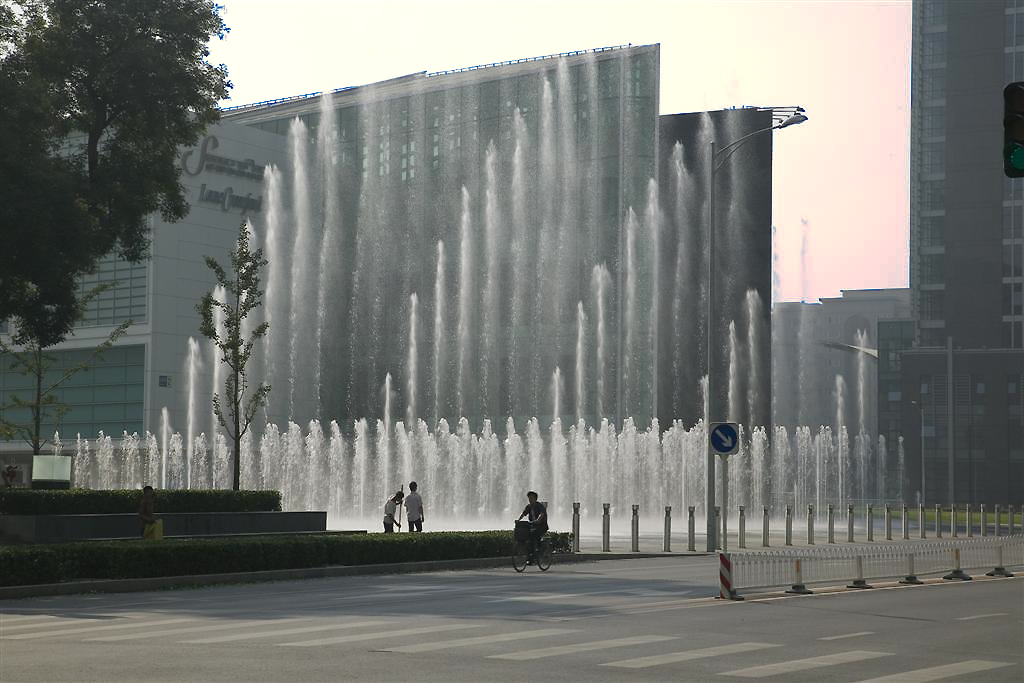
金融街中心广场西端的大型喷泉

2006年10月12日，金融街中心广场建成并对公众开放。同日，金融大街也全面通车。金融街中心广场拥有3万平方米的绿荫广场及湿地系统，周边有北京金融街丽思卡尔顿酒店、北京金融街威斯汀大酒店、金融街购物中心等。
为了不破坏地面绿化，解决人车分流问题，金融街在金融街中心广场及周边地区的地下建造了中国第一个区域性大型地下三层交通系统。地下一层为人行通道，与金融街中心广场的所有楼座相连接，地下二层是车行通道，与金融街中心区所有项目的地下停车场相连接。西二环和太平桥大街分别建了一个出入口，供车辆行驶。
金融街中心广场西端建有大型喷泉。